# Festival RTP da Canção 2020
O Festival RTP da Canção 2020 foi o 53º Festival RTP da Canção. A primeira semifinal teve lugar no dia 22 de fevereiro e a segunda no dia 29 de fevereiro, nos estúdios da RTP, em Lisboa. A final foi disputada no dia 7 de março no Coliseu Comendador Rondão Almeida, em Elvas, pela primeira vez na história do concurso.

## Jurados
Um grupo de 7 personalidades convidadas pela RTP compõe o júri desta edição. Este júri foi responsável por 50% da votação nas duas semifinais do Festival da Canção 2020 e foi constituído por:
Anabela: Cantora, venceu o Festival da Canção em 1993 e obteve um 10.º lugar na Eurovisão. Tem mantido uma carreira tanto entre os discos como nos palcos, tendo já protagonizado vários musicais.
Capicua: Cantora e compositora, tem uma carreira discográfica desde 2012 e lançou em 2020 o álbum “Madrepérola”. Já participou no Festival da Canção como compositora na edição de 2018.
Conan Osiris: Cantor e compositor, venceu a edição de 2019 do Festival da Canção com “Telemóveis”. Em dezembro de 2019 fechou um ciclo na sua obra com um concerto no Coliseu dos Recreios.
Héber Marques: Cantor e compositor, tem desenvolvido a sua carreira sobretudo através dos HMB, que já editaram três álbuns. Já participou como compositor no Festival da Canção nas edições de 2015 e 2017.
Isilda Sanches: É radialista e integra atualmente equipa da Antena 3. Em tempos escreveu sobre música em várias publicações, entre os quais o Sete e o Diário de Notícias.
Miguel Ângelo: Cantor e compositor, é um dos fundadores dos Delfins. Passou já por duas vezes pelo Festival da Canção. A primeira, em 1985, com os Delfins. A segunda, em 2018, como compositor.
Rui Miguel Abreu: Jornalista, escreve regularmente sobre música na revista Blitz e dirige a revista digital Rimas e Batidas, que criou em 2015. Teve experiências na música através do projeto Arkham Hi Fi.

## Concorrentes
Esta edição seguiu o mesmo formato da anterior, contando com 16 canções a concurso (8 em cada semifinal).

### Compositores
A RTP convidou 14 compositores para que apresentassem uma canção original e inédita, sendo estes os responsáveis por definir os respetivos intérpretes para as suas canções. As últimas duas vagas de compositores estiveram sujeitas a concursos.
Um dos lugares foi selecionado através do programa de rádio “MasterClass”, da Antena 1, dirigido a compositores e autores sem trabalhos publicados. O júri criado para este programa escolheu o compositor, que deve também apresentar a concurso uma canção original e inédita.
A última vaga resultou da abertura a candidaturas espontâneas de canções originais e inéditas com uma duração máxima de três minutos. Aqui, puderam concorrer todos os cidadãos de nacionalidade portuguesa ou residentes em Portugal, tivessem ou não trabalhos publicados, o que inclui os portugueses que vivam fora do país, assim como os cidadãos dos PALOP ou de outras nacionalidades que residam em Portugal. Foi constituído um júri para as avaliar, sendo o concorrente vencedor convidado a apresentá-la a concurso nesta edição.
Assim, foram convidados pela RTP os seguintes artistas / compositores:
| - António Avelar Pinho - Blasted - Dino D'Santiago - Elisa Rodrigues | - Filipe Sambado - Hélio Morais - Jimmy P - João Cabrita | - Marta Carvalho - Meera - Pedro Jóia - Rui Pregal da Cunha | - Throes + The Shine - Tiago Nacarato |

Através do programa “MasterClass”:
- Cláudio Frank

Pelo concurso de livre submissão pública:
- Dubio feat. +351

### Canções
Cada canção tem a duração máxima de 3 minutos, podendo ser apresentada em português ou numa outra qualquer língua estrangeira.
| Intérprete                   | Canção (tradução para português) | Compositor              | Música e letra                                       |
| ---------------------------- | -------------------------------- | ----------------------- | ---------------------------------------------------- |
| Luiz Caracol e Gus Liberdade | "Dói-me o País"                  | António Avelar de Pinho | Luiz Caracol (m), António Avelar de Pinho (l)        |
| Blasted                      | "Rebellion" (Rebelião)           | Blasted                 | Blasted, Stego, Guerra                               |
| Cláudio Frank                | "Quero-te Abraçar"               | Cláudio Frank           | Cláudio Frank                                        |
| Kady                         | "Diz Só"                         | Dino D’ Santiago        | Dino D’ Santiago (m), Kalaf Epalanga (l)             |
| Dubio feat. +351             | "Cegueira"                       | Dubio feat. +351        | Rui Azevedo (m), Pedro Azevedo (m), Hugo Azevedo (l) |
| Elisa Rodrigues              | "Não Voltes Mais"                | Elisa Rodrigues         | Elisa Rodrigues                                      |
| Filipe Sambado               | "Gerbera Amarela do Sul"         | Filipe Sambado          | Filipe Sambado                                       |
| Judas                        | "Cubismo Enviesado"              | Hélio Morais            | Hélio Morais                                         |
| Jimmy P                      | "Abensonhado"                    | Jimmy P                 | Jimmy P                                              |
| Ian Mucznik                  | "O Dia de Amanhã"                | João Cabrita            | João Cabrita (m), Ian Mucznik (l)                    |
| Elisa                        | "Medo de Sentir"                 | Marta Carvalho          | Marta Carvalho                                       |
| MEERA                        | "Copo de Gin"                    | MEERA                   | MEERA (m/l), Isaura (l), João Bota (l)               |
| Tomás Luzia                  | "Mais Real Que O Amor"           | Pedro Jóia              | Pedro Jóia (m), Tiago Torres da Silva (l)            |
| JJaZZ                        | "Agora"                          | Rui Pregal da Cunha     | Rui Pregal da Cunha                                  |
| Throes + The Shine           | "Movimento"                      | Throes + The Shine      | Throes + The Shine                                   |
| Bárbara Tinoco               | "Passe-Partout"                  | Tiago Nacarato          | Tiago Nacarato                                       |

## Semifinais
São 8 as canções a concurso em cada semifinal, das quais 4 passam à Grande Final. Ao contrário do que aconteceu nas edições anteriores, e à semelhança do que acontece no Festival da Eurovisão, durante as semifinais foram reveladas apenas as 4 canções mais votadas e que ficaram apuradas para a Final, sem revelar as pontuações individuais. As pontuações obtidas pelas canções, tanto no voto do júri como no voto do público, foram reveladas apenas depois da Final.

### 1.ª semifinal
A primeira semifinal decorreu nos estúdios da RTP, em Lisboa, no dia 22 de fevereiro de 2020. Foi apresentada por Jorge Gabriel e Tânia Ribas de Oliveira.                                                                              A apresentação na green room ficou a cargo de Inês Lopes Gonçalves.
| Semifinal 1 – 22 de fevereiro 2020 | Semifinal 1 – 22 de fevereiro 2020 | Semifinal 1 – 22 de fevereiro 2020 | Semifinal 1 – 22 de fevereiro 2020 | Semifinal 1 – 22 de fevereiro 2020 | Semifinal 1 – 22 de fevereiro 2020 | Semifinal 1 – 22 de fevereiro 2020 | Semifinal 1 – 22 de fevereiro 2020 |
| #                                  | Intérprete                         | Canção                             | Pontuação                          | Pontuação                          | Pontuação                          | Posição                            | Resultado                          |
| #                                  | Intérprete                         | Canção                             | Júri                               | Televoto                           | Total                              | Posição                            | Resultado                          |
| ---------------------------------- | ---------------------------------- | ---------------------------------- | ---------------------------------- | ---------------------------------- | ---------------------------------- | ---------------------------------- | ---------------------------------- |
| 1                                  | MEERA                              | "Copo de gin"                      | 5                                  | 3                                  | 8                                  | 7                                  | Eliminado                          |
| 2                                  | Filipe Sambado                     | "Gerbera amarela do Sul"           | 12                                 | 5                                  | 17                                 | 3                                  | Finalista                          |
| 3                                  | Ian Mucznik                        | "O dia de amanhã"                  | 4                                  | 4                                  | 8                                  | 8                                  | Eliminado                          |
| 4                                  | Bárbara Tinoco                     | "Passe-Partout"                    | 8                                  | 12                                 | 20                                 | 2                                  | Finalista                          |
| 5                                  | Blasted                            | "Rebellion"                        | 6                                  | 8                                  | 14                                 | 5                                  | Eliminado                          |
| 6                                  | Elisa                              | "Medo de sentir"                   | 10                                 | 10                                 | 20                                 | 1                                  | Finalista                          |
| 7                                  | JJaZZ                              | "Agora"                            | 3                                  | 6                                  | 9                                  | 6                                  | Eliminado                          |
| 8                                  | Throes + The Shine                 | "Movimento"                        | 7                                  | 7                                  | 14                                 | 4                                  | Finalista                          |

### 2.ª semifinal
A segunda semifinal decorreu nos estúdios da RTP, em Lisboa, no dia 29 de fevereiro de 2020. Foi apresentada por Sónia Araújo e José Carlos Malato. A apresentação na green room ficou a cargo de Inês Lopes Gonçalves.
| Semifinal 2 – 29 de fevereiro 2020 | Semifinal 2 – 29 de fevereiro 2020 | Semifinal 2 – 29 de fevereiro 2020 | Semifinal 2 – 29 de fevereiro 2020 | Semifinal 2 – 29 de fevereiro 2020 | Semifinal 2 – 29 de fevereiro 2020 | Semifinal 2 – 29 de fevereiro 2020 | Semifinal 2 – 29 de fevereiro 2020 |
| #                                  | Intérprete                         | Canção                             | Pontuação                          | Pontuação                          | Pontuação                          | Posição                            | Resultado                          |
| #                                  | Intérprete                         | Canção                             | Júri                               | Televoto                           | Total                              | Posição                            | Resultado                          |
| ---------------------------------- | ---------------------------------- | ---------------------------------- | ---------------------------------- | ---------------------------------- | ---------------------------------- | ---------------------------------- | ---------------------------------- |
| 1                                  | Dubio feat. +351                   | "Cegueira"                         | 4                                  | 7                                  | 11                                 | 6                                  | Eliminado                          |
| 2                                  | Luiz Caracol & Gus Liberdade       | "Dói-me o país"                    | 7                                  | 6                                  | 13                                 | 5                                  | Eliminado                          |
| 3                                  | Judas                              | "Cubismo enviesado"                | 6                                  | 4                                  | 10                                 | 7                                  | Eliminado                          |
| 4                                  | Kady                               | "Diz só"                           | 12                                 | 8                                  | 20                                 | 2                                  | Finalista                          |
| 5                                  | Elisa Rodrigues                    | "Não voltes mais"                  | 8                                  | 5                                  | 13                                 | 4                                  | Finalista                          |
| 6                                  | Cláudio Frank                      | "Quero-te abraçar"                 | 3                                  | 3                                  | 6                                  | 8                                  | Eliminado                          |
| 7                                  | Tomás Luzia                        | "Mais real que o amor"             | 5                                  | 10                                 | 15                                 | 3                                  | Finalista                          |
| 8                                  | Jimmy P                            | "Abensonhado"                      | 10                                 | 12                                 | 22                                 | 1                                  | Finalista                          |

## Final

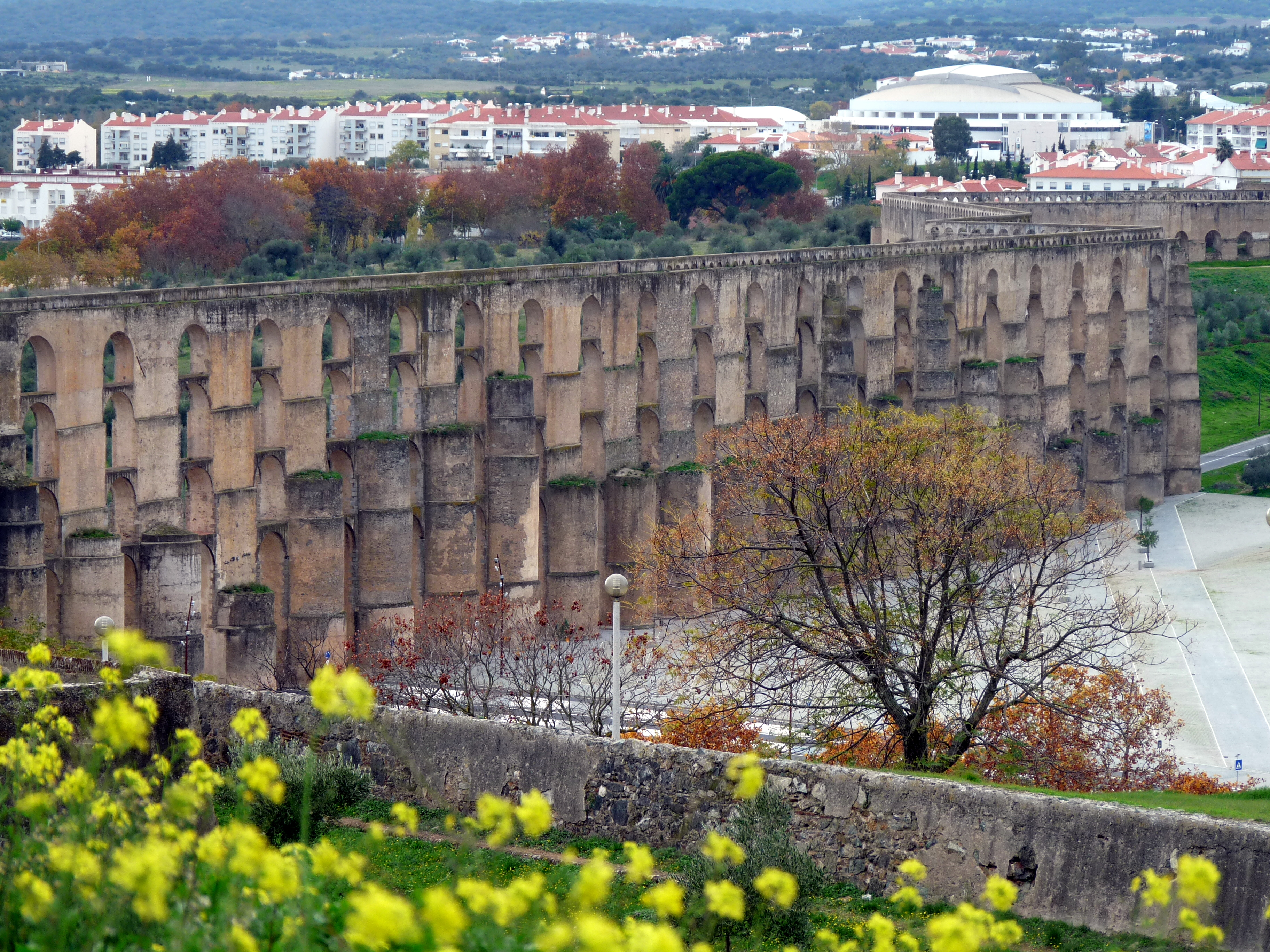
Coliseu de Elvas visto do Rossio de São Francisco, junto ao Aqueduto da Amoreira.

A Grande Final teve lugar no Coliseu Comendador Rondão Almeida, em Elvas, no dia 7 de março de 2020. Foi apresentada, pela segunda vez consecutiva, por Filomena Cautela e Vasco Palmeirim. A apresentação na green room ficou a cargo de Inês Lopes Gonçalves.
| # | Intérprete         | Canção                   | Pontuação | Pontuação | Pontuação | Posição |
| # | Intérprete         | Canção                   | Júri      | Televoto  | Total     | Posição |
| - | ------------------ | ------------------------ | --------- | --------- | --------- | ------- |
| 1 | Filipe Sambado     | "Gerbera amarela do Sul" | 12        | 4         | 16        | 3       |
| 2 | Jimmy P            | "Abensonhado"            | 7         | 6         | 13        | 5       |
| 3 | Tomás Luzia        | "Mais real que o amor"   | 3         | 8         | 11        | 6       |
| 4 | Elisa Rodrigues    | "Não voltes mais"        | 4         | 3         | 7         | 8       |
| 5 | Throes + The Shine | "Movimento"              | 6         | 5         | 11        | 7       |
| 6 | Kady               | "Diz só"                 | 8         | 7         | 15        | 4       |
| 7 | Elisa              | "Medo de sentir"         | 10        | 10        | 20        | 1       |
| 8 | Bárbara Tinoco     | "Passe-Partout"          | 6         | 12        | 18        | 2       |

### Júri regional
Nesta edição, o júri regional foi dividido em 7 regiões: Norte, Centro, Lisboa e Vale do Tejo, Alentejo, Algarve, Açores e Madeira.
| Região                | Jurado 1 (Porta-voz) | Jurado 2            | Jurado 3          |
| --------------------- | -------------------- | ------------------- | ----------------- |
| Norte                 | Catarina Miranda     | Fábia Maia          | Né Ladeiras       |
| Centro                | Roberto Caetano      | Afonso Rodrigues    | Moullinex         |
| Lisboa e Vale do Tejo | Pedro Tatanka        | David Santos        | Teresa Colaço     |
| Algarve               | Alexandra            | Miguel Valverde     | Tó Viegas         |
| Açores                | Diogo Lima           | Flávio Cristóvão    | Catarina Carvalho |
| Madeira               | Mariana Camacho      | Ricardo Vasconcelos | Sofia Lacerda     |
| Alentejo              | Johnny Valas         | Maria João Caetano  | Nuno Figueiredo   |

#### Tabela de Votações
Para ver os nomes dos artistas e das respectivas canções, deverá colocar o cursor sobre as imagens numeradas de 1 a 8, que correspondem à ordem da atuação de cada canção na final do concurso.
| Ordem de Votação             | Distritos Votantes (Júris)      | Canções Pontuadas                                         | Canções Pontuadas                       | Canções Pontuadas                                    | Canções Pontuadas                                   | Canções Pontuadas                                | Canções Pontuadas               | Canções Pontuadas                        | Canções Pontuadas                                |
| Ordem de Votação             | Distritos Votantes (Júris)      | Artista: Filipe Sambado/ Canção: "Gerbera amarela do Sul" | Artista: Jimmy P/ Canção: "Abensonhado" | Artista: Tomás Luzia/ Canção: "Mais Real Que o Amor" | Artista: Elisa Rodrigues/ Canção: "Não Voltes Mais" | Artista: Throes + The Shine/ Canção: "Movimento" | Artista: Kady/ Canção: "Diz Só" | Artista: Elisa/ Canção: "Medo de Sentir" | Artista: Bárbara Tinoco/ Canção: "Passe-Partout" |
| ---------------------------- | ------------------------------- | --------------------------------------------------------- | --------------------------------------- | ---------------------------------------------------- | --------------------------------------------------- | ------------------------------------------------ | ------------------------------- | ---------------------------------------- | ------------------------------------------------ |
| 1                            | Norte                           | 12                                                        | 7                                       | 3                                                    | 5                                                   | 8                                                | 10                              | 6                                        | 4                                                |
| 2                            | Centro                          | 12                                                        | 5                                       | 3                                                    | 4                                                   | 7                                                | 6                               | 10                                       | 8                                                |
| 3                            | Lisboa e Vale do Tejo           | 12                                                        | 10                                      | 3                                                    | 5                                                   | 6                                                | 8                               | 4                                        | 7                                                |
| 4                            | Algarve                         | 12                                                        | 7                                       | 6                                                    | 3                                                   | 8                                                | 4                               | 10                                       | 5                                                |
| 5                            | Açores                          | 12                                                        | 5                                       | 3                                                    | 8                                                   | 7                                                | 10                              | 6                                        | 4                                                |
| 6                            | Madeira                         | 10                                                        | 7                                       | 3                                                    | 8                                                   | 5                                                | 4                               | 12                                       | 6                                                |
| 7                            | Alentejo                        | 6                                                         | 8                                       | 3                                                    | 4                                                   | 5                                                | 10                              | 7                                        | 12                                               |
| Resultados Parciais Júri     | Pontuação: votos                | 76                                                        | 49                                      | 24                                                   | 37                                                  | 46                                               | 52                              | 55                                       | 46                                               |
| Resultados Parciais Júri     | Pontuação: 50% Júri             | 12                                                        | 7                                       | 3                                                    | 4                                                   | 6                                                | 8                               | 10                                       | 6                                                |
| Resultados Parciais Júri     | Lugar só com votação do Júri    | 1.º                                                       | 4.º                                     | 8.º                                                  | 7.º                                                 | 5.º                                              | 3.º                             | 2.º                                      | 5.º                                              |
| Resultados Parciais Televoto | Pontuação: votos                | 4                                                         | 6                                       | 8                                                    | 3                                                   | 5                                                | 7                               | 10                                       | 12                                               |
| Resultados Parciais Televoto | Lugar só com Televoto           | 7.º                                                       | 5.º                                     | 3.º                                                  | 8.º                                                 | 6.º                                              | 4.º                             | 2.º                                      | 1.º                                              |
| Desfecho                     | Pontos Totais (Júri + Televoto) | 16                                                        | 13                                      | 11                                                   | 7                                                   | 11                                               | 15                              | 20                                       | 18                                               |
| Desfecho                     | Lugar                           | 3.º                                                       | 5.º                                     | 6.º                                                  | 8.º                                                 | 7.º                                              | 4.º                             | 1.º                                      | 2.º                                              |
|                              |                                 | Artista: Filipe Sambado/ Canção: "Gerbera amarela do Sul" | Artista: Jimmy P/ Canção: "Abensonhado" | Artista: Tomás Luzia/ Canção: "Mais Real Que o Amor" | Artista: Elisa Rodrigues/ Canção: "Não Voltes Mais" | Artista: Throes + The Shine/ Canção: "Movimento" | Artista: Kady/ Canção: "Diz Só" | Artista: Elisa/ Canção: "Medo de Sentir" | Artista: Bárbara Tinoco/ Canção: "Passe-Partout" |
| Canções Pontuadas            |                                 |                                                           |                                         |                                                      |                                                     |                                                  |                                 |                                          |                                                  |

Legenda :
- Vencedor
- 2.° lugar
- Último lugar

## Audiências
| Gala        | Data                    | Audiência   | Audiência | Audiência | Ref. |
| Gala        | Data                    | Espetadores | Rating    | Share     | Ref. |
| ----------- | ----------------------- | ----------- | --------- | --------- | ---- |
| Semifinal 1 | 22 de fevereiro de 2020 | 531.000     | 5,6       | 13,1      |      |
| Semifinal 2 | 29 de fevereiro de 2020 | 507.000     | 4,9       | 10,5      |      |
| Final       | 7 de março de 2020      | 769.500     | 8,1       | 19,1      |      |